# Jüdischer Friedhof Allendorf (Lumda)

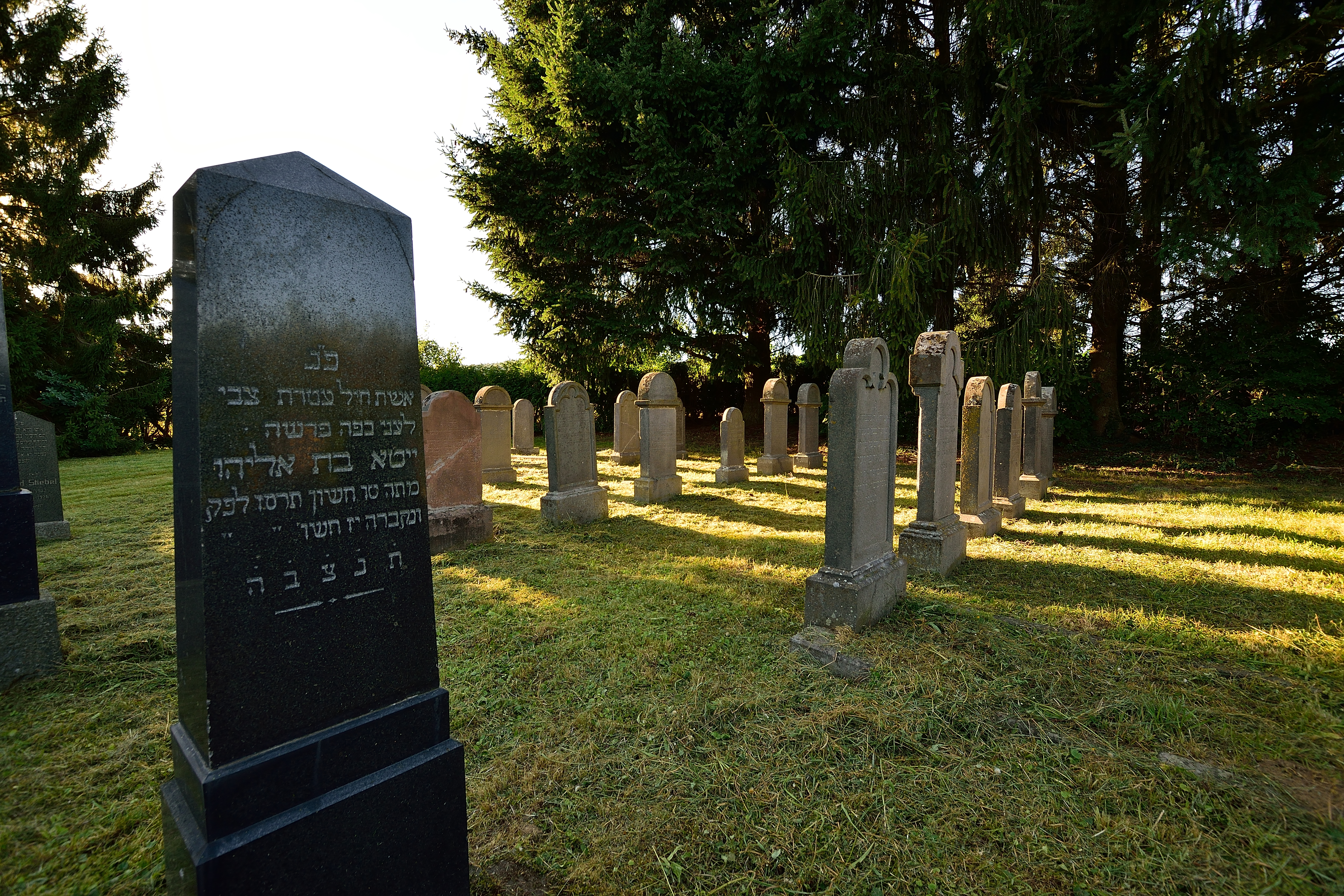
Jüdischer Friedhof in Allendorf

Der Jüdische Friedhof in Allendorf (Lumda), einer Stadt im mittelhessischen Landkreis Gießen, wurde im 19. Jahrhundert angelegt. Der Jüdische Friedhof Am Winner Weg ist ein geschütztes Kulturdenkmal.
„Abseits der Straße nach Nordeck, ungefähr 300 m vom nördlichen Ortsausgang entfernt, liegt der rund 1700 m² große Friedhof der ehemaligen, seit dem Jahre 1838 bestehenden und zum Provinzialrabbinat Oberhessen gehörenden selbstständigen jüdischen Gemeinde. Obwohl urkundlich nicht nachgewiesen, waren Juden sicherlich wesentlich früher im Ort ansässig.“